# Maja Dahlqvist
Pour les articles homonymes, voir Dahlqvist.
Maja Dahlqvist est une fondeuse suédoise, née le 15 avril 1994 à Borlänge. Pour sa première apparaition à des championnats du monde de ski nordique, lors de l'édition de 2019 à Seefeld, elle remporte la médaille d'or du sprint par équipes, associée à Stina Nilsson. Elle conserve ce titre en 2021, année où elle signe son premier succès individuel en Coupe du monde dans un sprint.

## Biographie
Membre du club de Falun-Borlänge, elle participe à ses premières courses officielles de la FIS en 2010. En janvier 2012, elle dispute sa première manche dans la Coupe de Scandinavie et se classe huitième lors de celle-ci (sprint libre). En 2013, elle gagne sa première compétition nationale junior dans un sprint.
Aux Mondiaux junior 2014, à Val di Fiemme, elle remporte une médaille d'or avec le relais.
Elle fait ses débuts en Coupe du monde en novembre 2014 à Ruka. Un mois plus tard, elle est déjà douzième du sprint libre de Davos. Lors de cette saison, elle participe aux championnats des moins de 23 ans où son meilleur résultat est une sixième place du dix kilomètres classique. La saison suivante, lors de l'édition 2016 des championnats des moins de 23 ans, elle remporte la médaille de bronze du sprint classique. Lors de sa troisième participation aux mondiaux des moins de 23 ans, en 2016, elle remporte une nouvelle médaille de bronze en sprint, disputé en style libre.
Elle obtient son premier podium en coupe du monde en janvier 2018 au sprint de Dresde, où elle est deuxième derrière sa compatriote Hanna Falk.
Lors de la coupe du monde 2018-2019, elle termine troisième de la première course de la saison, un sprint classique à Ruka et deuxième du sprint libre de Davos. À Dresde, elle termine deuxième du sprint où le podium est composé de trois fondeuses suédoises, Stina Nilsson remportant la course et Jonna Sundling troisième. Le lendemain, associée à Stina Nilsson, elle remporte le sprint par équipes. Lors du sprint d'Otepää, elle termine troisième d'une course remportée par la Norvégienne Maiken Caspersen Falla. Lors de l'étape de Lahti, elle termine troisième du sprint, course de nouveau remportée par Falla avant de remportée le sprint par équipes associée à Ida Ingemarsdotter. Qualifiée pour la finale du sprint des championnats du monde 2019 de Seefeld, elle chute avec sa compatriote Jonna Sundling alors qu'elles se disputent la deuxième place dans la dernière montée et termine finalement sixième, la Norvégienne Maiken Caspersen Falla remportant le titre devant Stina Nilsson. Lors du sprint par équipes, elle est associée à cette dernière. Dahlqvist s'impose dans la ligne finale pour devancer la paire slovène composée de Anamarija Lampic et Katja Visnar et la paire norvégienne, Maiken Caspersen Falla et Ingvild Flugstad Oestberg.
Après une troisième place en sprint à Falun, son terrain d'entraînement, elle monte sur un autre podium lors des Finales à Québec, où elle accompagne Stina Nilsson et Jonna Sundling sur la boîte, ce qui l'aide à finir troisième du classement de spécialité des sprints.
En 2019-2020, elle atteint le podium une seule fois individuellement dans la Coupe du monde à Dresde, tandis qu'elle sort vainqueur deux fois en sprint par équipes à Planica et Dresde et monte sur son premier podium en relais à Lahti.
En 2020-2021, après deux deuxièmes places sur des étapes en sprint classique au Nordic Opening et au Tour de ski, elle remporte enfin son premier sprint individuel dans l'élite à Ulricehamn (en style libre), devant sa compatriote Johanna Hagström. Aux Championnats du monde à Oberstdorf, elle est associée à Jonna Sundling sur le sprint par équipes libre et remporte de nouveau le titre, les Suédoises devançant les Suissesses. Sur le sprint individuel, elle échoue en demi-finales et prend le neuvième rang.
Pour commencer la saison 2021-2022, Dahlqvist domine les sprints sans partage, gagnant à Ruka (classique), puis à Davos, Lillehammer et Dresde (libre).

## Palmarès

### Jeux olympiques d'hiver
| Épreuve / Édition | Sprint                             | Sprint                           | 10 km                            | 10 km     | Skiathlon 2 × 7,5 km             | 30 km | Relais                             | Relais                              |
| Épreuve / Édition | libre                              | classique                        | libre                            | classique | Skiathlon 2 × 7,5 km             | 30 km | Sprint                             | 4 × 5 km                            |
| JO 2022 Pékin     | Médaille d'argent, Jeux olympiques | Épreuve inexistante à cette date | Épreuve inexistante à cette date |           | Épreuve inexistante à cette date |       | Médaille d'argent, Jeux olympiques | Médaille de bronze, Jeux olympiques |

### Championnats du monde
| Épreuve / Édition        | Sprint                           | Sprint                           | 10 km                            | 10 km                            | Skiathlon 2 × 7,5 km | 30 km | Relais               | Relais                    |
| Épreuve / Édition        | libre                            | classique                        | libre                            | classique                        | Skiathlon 2 × 7,5 km | 30 km | Sprint               | 4 × 5 km                  |
| Mondiaux 2019 Seefeld    | 6e                               | Épreuve inexistante à cette date | Épreuve inexistante à cette date | —                                | —                    | —     | Médaille d'or, monde | —                         |
| Mondiaux 2021 Oberstdorf | Épreuve inexistante à cette date | 9e                               | 34e                              | Épreuve inexistante à cette date | -                    | -     | Médaille d'or, monde | -                         |
| Mondiaux 2023 Planica    | Épreuve inexistante à cette date | Médaille de bronze, monde        |                                  |                                  |                      |       |                      | Médaille de bronze, monde |
| Mondiaux 2025 Trondheim  |                                  | Épreuve inexistante à cette date | Épreuve inexistante à cette date |                                  |                      |       | Médaille d'or, monde |                           |

Légende :
- : pas d'épreuve
- — : non disputée par Dahlqvist.

### Coupe du monde
- Meilleur classement général : 8e en 2023.
- 2 petits globe de cristal : Vainqueure du classement sprint en 2022 et 2023.
- 28 podiums individuels : 6 victoires, 10 deuxièmes places et 12 troisièmes places.
- 10 podiums en épreuve par équipes : 6 victoires, 3 deuxièmes places et 1 troisième place.
- 2 podiums en épreuve par équipes mixte : 1 deuxième place et 1 troisième place.

#### Victoires individuelles
| Épreuve / Édition | Sprint                   | Sprint    |
| Épreuve / Édition | libre                    | classique |
| 2020-21           | Ulricehamn               |           |
| 2021-22           | Lillehammer Davos Dresde | Ruka      |
| 2024-25           |                          | Cogne     |

#### Courses par étapes
- 1 podium d'étape au Nordic Opening.
- 2 podiums d'étape au Tour de ski.
- 1 podium d'étape aux Finales.

#### Classements détaillés
| Saison / Épreuve | Saison / Épreuve | Général | Général | Distance | Distance | Sprint | Sprint |
| Saison / Épreuve | Saison / Épreuve | Class.  | Points  | Class.   | Points   | Class. | Points |
| ---------------- | ---------------- | ------- | ------- | -------- | -------- | ------ | ------ |
| 2015             | 2015             | 71e     | 51      |          |          | 38e    | 51     |
| 2016             | 2016             | 65e     | 32      |          |          | 46e    | 32     |
| 2017             | 2017             | 91e     | 18      |          |          | 55e    | 18     |
| 2018             | 2018             | 45e     | 129     | 79e      | 2        | 17e    | 127    |
| 2019             | 2019             | 9e      | 672     | 31       | 108      | 3e     | 482    |
| 2020             | 2020             | 30e     | 246     | 60e      | 16       | 9e     | 220    |
| 2021             | 2021             | 13e     | 491     | 25e      | 135      | 5e     | 244    |
| 2022             | 2022             | 10e     | 645     | 70e      | 7        | 1re    | 638    |
| 2023             | 2023             | 8e      | 1 232   | 30e      | 292      | 1re    | 944    |

### Championnats du monde junior et desmoins de 23 ans
| Épreuve / Édition           | Sprint | Sprint                           | 5 km                             | 5 km      | Skiathlon | Relais               |
| Épreuve / Édition           | libre  | classique                        | libre                            | classique | Skiathlon | Relais               |
| Mondiaux 2014 Val di Fiemme | 11e    | Épreuve inexistante à cette date | Épreuve inexistante à cette date | 19e       | 18e       | Médaille d'or, monde |

| Épreuve / Édition            | Sprint                           | Sprint                           | 10 km                            | 10 km                            | Skiathlon                        |
| Épreuve / Édition            | libre                            | classique                        | libre                            | classique                        | Skiathlon                        |
| Mondiaux 2015 Almaty         | Épreuve inexistante à cette date | 9e                               | Épreuve inexistante à cette date | 6e                               | 20e                              |
| Mondiaux 2016 Rasnov         | Médaille de bronze, monde        | Épreuve inexistante à cette date | 18e                              | 19e                              | Épreuve inexistante à cette date |
| Mondiaux 2017 Soldier Hollow | Épreuve inexistante à cette date | Médaille de bronze, monde        | 15e                              | Épreuve inexistante à cette date | 20e                              |

### Championnats du monde de ski à rollers
- Sollefteå 2017 :
  -  Médaille d'or du sprint par équipes.
  -  Médaille d'argent sur 18 kilomètres libre.
  -  Médaille de bronze sur 16 kilomètres classique.

### Coupe de Scandinavie
- 1 victoire.